# Horst Lamberty
Horst Lamberty (* 6. September 1931 in Forst (Lausitz); † 1. August 2020) war ein Brigadegeneral der Luftwaffe der Bundeswehr und von 1979 bis 1983 Kommandeur der Offizierschule der Luftwaffe.

## Leben

### Ausbildung
Lamberty absolvierte nach dem Abitur 1952 eine Ausbildung in der Finanzverwaltung Schleswig-Holstein, in der er dann auch kurzzeitig arbeitete.

### Militärischer Werdegang
Beförderungen
- 1958 Leutnant
- 1959 Oberleutnant
- 1961 Hauptmann
- 1966 Major
- 1970 Oberstleutnant
- 1973 Oberst
- 1979 Brigadegeneral

Im Jahre 1956 trat er als Flieger (OA) in die Luftwaffe der Bundeswehr in Uetersen ein. 1957 besuchte er die Offizierschule der Luftwaffe (OSLw) in Faßberg. Es folgten Lehrgänge (Fernmeldeverbindungs- und Flugsicherungsoffizier) in Kaufbeuren. 1959 wurde er Flugsicherungskontrolloffizier in Faßberg und erwarb die GCA-Lizenz. Von 1959 bis 1964 war er als Lehr- und Prüfoffizier für Flugsicherungslizenzen an der Technischen Schule der Luftwaffe in Kaufbeuren tätig. Von 1964 bis 1966 nahm er am 9. Generalstabslehrgang Luftwaffe an der Führungsakademie der Bundeswehr in Hamburg teil, wo er zum Offizier im Generalstabsdienst ausgebildet wurde.
Von 1966 bis 1970 war er A1 der 5. Luftwaffendivision in Birkenfeld. 1970 kam er als Hilfsreferent in den Führungsstab der Luftwaffe (Fü L II 4) nach Bonn. 1973 wurde er dort Referatsleiter (Fü L I 4). Von 1973 bis 1976 war er Branch Chief im Hauptquartier der Allied Forces Central Europe (AFCENT) in Brunssum. Von 1976 bis 1979 war er Referatsleiter für personelle Grundsatzangelegenheiten (Fü L I 1).
Von 1979 bis 1983 war er Kommandeur der Offizierschule der Luftwaffe in Fürstenfeldbruck. Von 1983 bis 1985 war er Stellvertretender Amtschef des Luftwaffenamtes (LwA) in Köln. Danach wurde er in den Ruhestand versetzt.

### Familie
Er war verheiratet und Vater von zwei Kindern.

## Auszeichnungen
- 1972: Bundesverdienstkreuz am Bande
- 1980: Bundesverdienstkreuz I. Klasse